# Cystathionine gamma-lyase
Pour les articles homonymes, voir CTH.
La cystathionine gamma-lyase est une enzyme permettant de cliver la cystathionine en cystéine et en acide alpha-cétobutyrique. Son gène, CTH, est situé sur le chromosome 1 humain.

## Rôles
La cystéine produite peut être à son tour, transformée en sulfure d'hydrogène (H2S), ce dernier jouant un rôle dans différentes maladies, en particulier vasculaires. L'enzyme pourrait, par ce biais, être protectrice contre l'athérome. A contrario, elle pourrait favoriser l'instabilité de la plaque, du fait des propriétés angiogénique du sulfure d'hydrogène. 
Son taux sanguin est inversement corrélé avec l'activité endothéliale.